# 杨天放
杨天放（1919年—1997年3月28日），中华人民共和国政治人物。
杨天放，1919年生，安徽枞阳（原桐城）县人。1937年到延安参加革命，1938年加入中国共产党。历任冀中十一分区赵县县委宣传部长、分区党校总支书记，冀中军区后勤部兵工管理处副处长兼党委书记，晋察边区政府工业局企业党委组织部部长，华北人民政府公营企业部党委副书记等职。新中国成立后，历任中央人民政府重工业部人事司司长，第一机械工业部人事司司长、劳资司司长、办公厅副主任、仪表局局长，沈阳市副市长，林业部副部长，七机部第一研究院核心组副组长。1963年2月23日，当选为中华人民共和国林业部副部长。1982年12月离职休养。1997年3月28日在北京逝世，享年78岁。